# Kverneland
Kverneland è un'azienda norvegese specializzata nello sviluppo, produzione e distribuzione di attrezzature agricole, la più grande al mondo soprattutto per quanto riguarda la produzione e vendita di aratri, ma anche soluzioni elettroniche e servizi digitali per l'agricoltura. Il fondatore della compagnia fu Ole Gabriel Kverneland (1854 - 1941), che la fondò nel 1879. Kverneland Group offre una gamma di attrezzature per il foraggio, spandimento, diserbo, semina e lavorazione del terreno.
La sede principale è a Klepp, un villaggio di Kvernaland. Kverneland attualmente impiega circa 2.550 collaboratori in tutto il mondo. Nel 1894 divenne una società per azioni e negli anni '20 era il più grande fornitore norvegese di macchinari agricoli. Kverneland rimase un'azienda a conduzione familiare fino alla quotazione della società alla Borsa di Oslo nel 1983. Dalla metà degli anni '90  si espanse attraverso l'acquisizione di altri produttori di attrezzature agricole.
Il gruppo Kverneland possiede i seguenti marchi: Kverneland e Vicon ed è di proprietà del Gruppo Kubota. Tra i marchi acquisiti nel corso del tempo risultano:
Underhaug per i fasciatori, Taarup Maskinfabrik per le falciatrici a disco e attrezzature per la fienagione, Maletti per gli erpici rotanti, Maschinenfabrik Accord per le seminatrici, Dutch Greenland Group per fli spandiconcime e attrezzature per il foraggio e RAU per botti del diserbo. Nel 2008, i marchi Taarup, Accord e RAU sono stati abbandonati e sostituiti dal marchio Kverneland su tutta la gamma di prodotti. Anno 2010 Kverneland Group ha costituito una joint venture a lungo termine con Gallignani s.p.a. produttore di una nuova gamma di rotopresse (a camera fissa e variabile) e fasciatori. Nel 2011, Kverneland Group ha aperto un nuovo stabilimento di assemblaggio a Daqing, in Cina. Nel 2012, Kubota Corporation ha acquisito Kverneland Group. Kverneland Group non è più quotata alla Borsa di Oslo da maggio 2012.
Kverneland Group ha stabilimenti in tutto il mondo: Norvegia, Danimarca, Germania, Francia, Paesi Bassi, Italia, Russia e Cina. Il Gruppo ha proprie società di vendita in 17 Paesi ed esporta in altri 60 Paesi.

## Galleria d'immagini

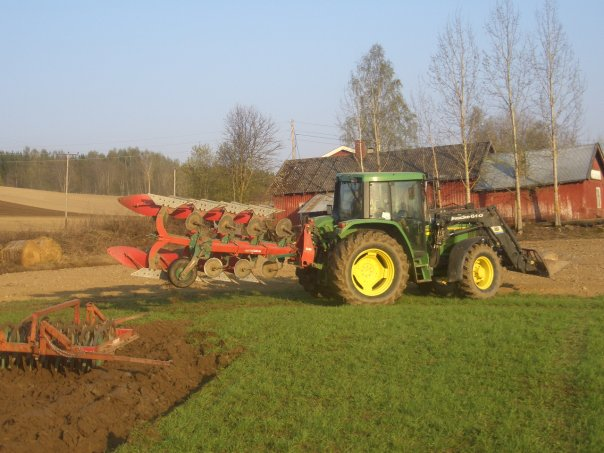
Un aratro reversibile della Kverneland
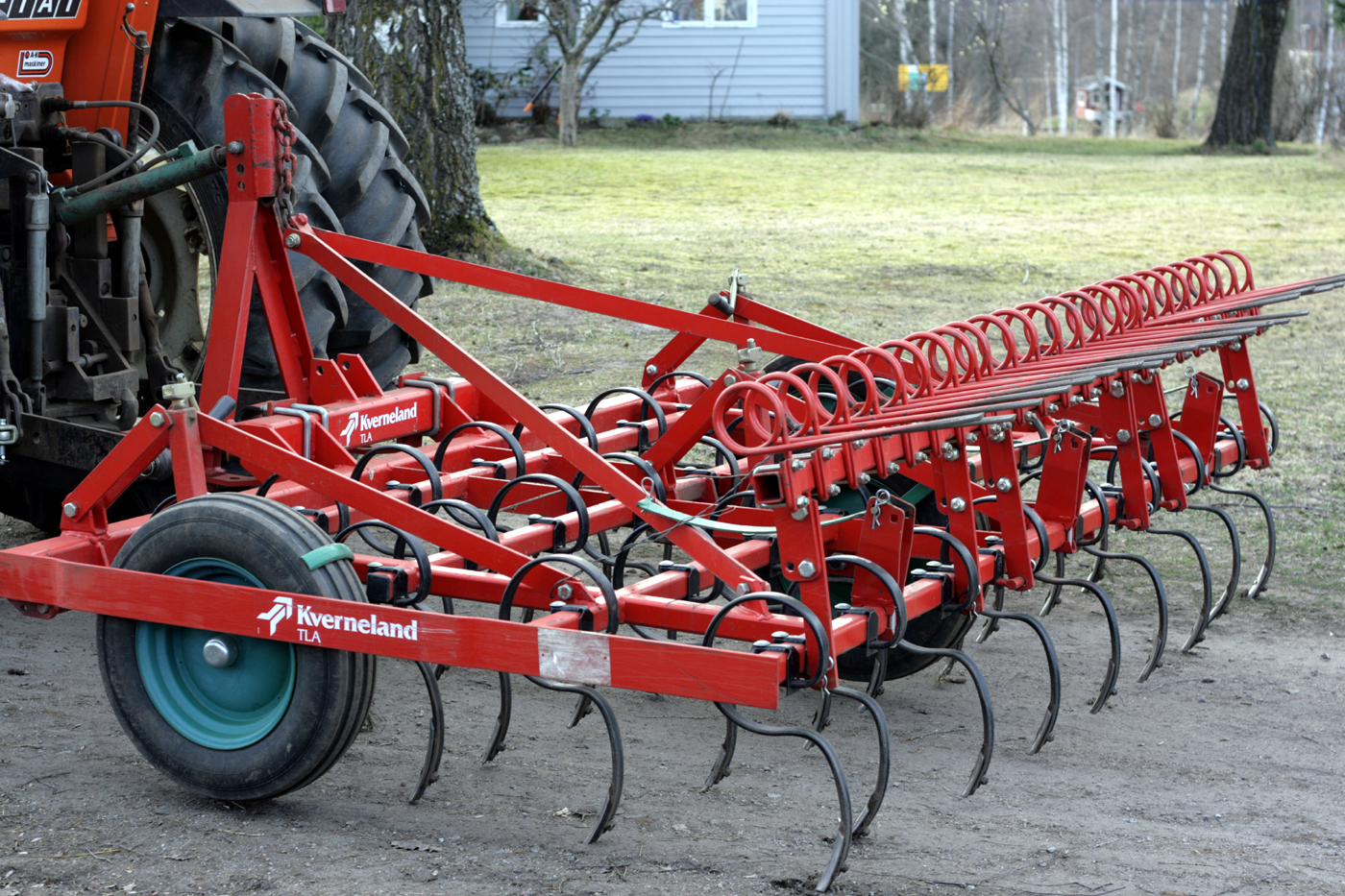
Erpice Kverneland
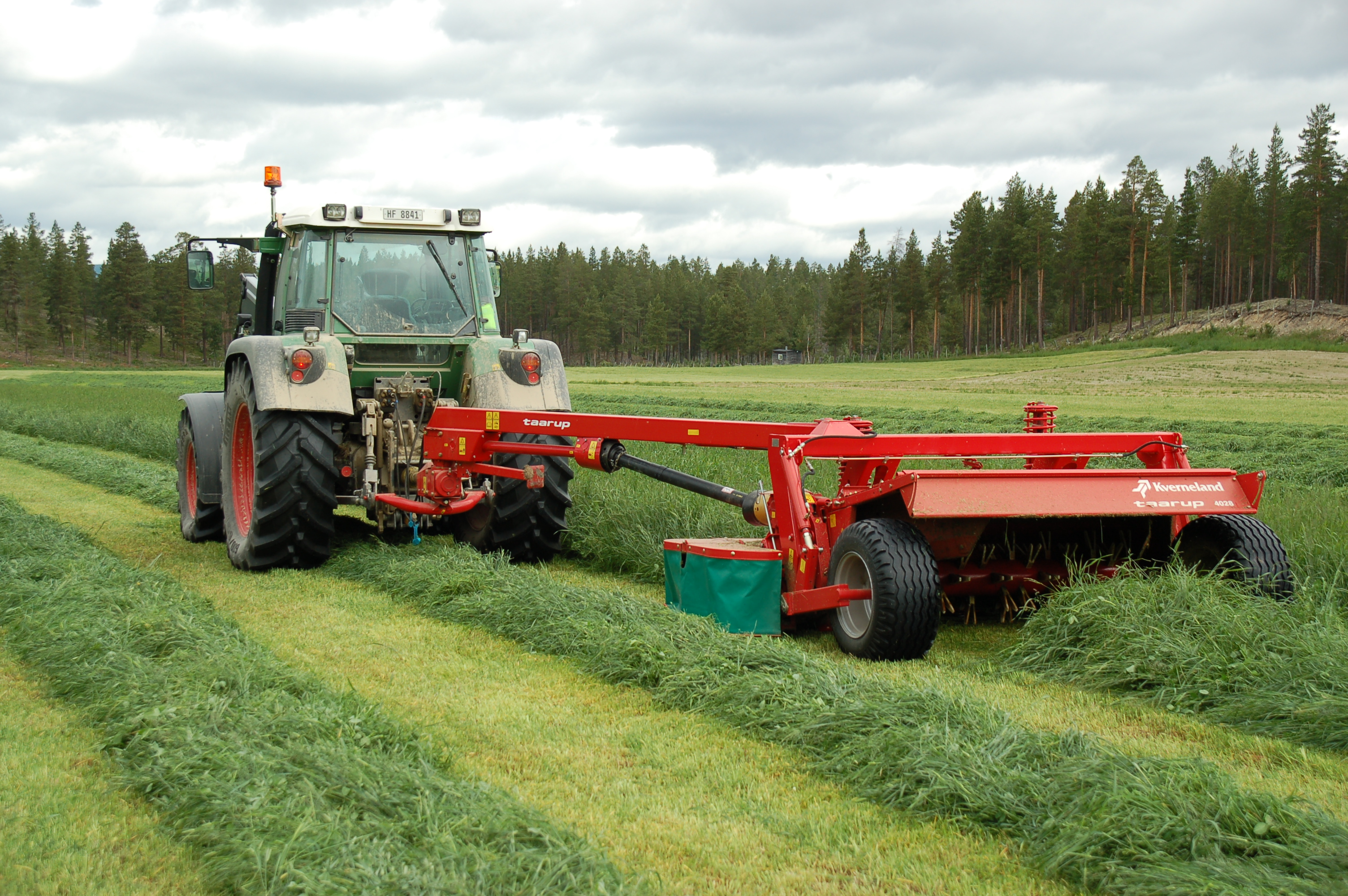
Affastellatrice per foraggio della Kverneland Taarup